# Murina aurata
Murina aurata é uma espécie de morcego da família Vespertilionidae. Pode ser encontrada no Nepal, Índia, China, Mianmar, Tailândia, Laos e Vietnã.